# Dušan Peleš
Dušan Peleš (Vrginmost, 1867 — Beograd, 1942) bio je srpski i jugoslovenski političar. Peleš je bio ministar pravde Kraljevine Jugoslavije od 31. marta 1920 do 16. maja 1920. godine.

## Porijeklo i porodica
Potiče iz siromašne kordunaške porodice. Bio je oženjen Olgom Gomirac (1878-1963) i imao je sina Branka (Karlovac, 1895 - Jadovno  1941; advokat) i Tatjanu (1920 - Beograd 1991; advokat). Tatjana je majka Srbijanke Turajlić.

## Školovanje
Gimnaziju je završio u Karlovcu, a zatim je studirao pravo u Grazu, gdje je doktorirao. Školovanje je financirano od strane udruženja za pomoć školovanju Srba sa Like i Korduna, kome se on kasnije pridružio, pomažući druge.

## Karijera
Bio je javni bilježnik u Karlovcu i potom advokat u Zagrebu. Zagrebački period života, dok je bio blizak Svetozaru Pribićeviću i član samostalaca, obilježio je niz kulturno-političkih aktivnosti.
Povremeno je pisao za Srbobran. Kao narodni zastupnik iz Vrginmosta, u kome je proveo djetinjstvo, nastojao je da se vrate kotarske vlasti u Vrginmost. U njegovom djetinjstvu svi kotarski predstojnici tamo poslani, trudili su se da odatle odu ili da se kotar preseli u Topusko, ali tada (1910) se sve promijenilo. Gradnjom pruge Vrginmost se razvio i imao je uslove da bude centar kotara, za razliku od Topuskog. Kao saborski zastupnik podnio je interpelaciju u Saboru, u vezi frankovačkog uličnog terora u Glini, kad je pod pokroviteljstvom kotorskog predstojnika Radančevića, kamenjem napadnuta kuća trgovca Gajića uz psovke vlaškog boga. Tada je pretučen trgovac Brekić, a bokserom je pretučen bankarski činovnik Stanko Rebreča. Na osnivačkoj skupštini Srpskog prosvjetnog društva 1910. godine, dr. Dušan Peleš je izabran za jednog od potpredsjednika društva.
Izlagao je samostalske argumente u polemici oko izbora vladika 1911. godine, kritikujući uzurpaciju ovlasti od strane crkvene hijerarhije. Kao član Saborskog odbora od patrijarha Lukijana Bogdanovića je tražio sadržaj sinodalnog operata, što je patrijarh odbio pozivajući se na sinodsku tajnu. Odbor je utvrdio da se vrijeđaju postulati narodno-crkvene autonomije i tražio je hitan sastanak Narodno-crkvenog sabora. Protiv ovakvog zaključka odbora bili su patrijarh Lukijan i zamjenik odbora, vladika Georgije Letić.
Na praznik Cvijeti (nedjelja prije Uskrsa) 1914. godine u stanu Bogdana Medakovića u Zagrebu, održan je sastanak predstavnika svih srpskih stranaka (samostalci, radikali i liberali) oko pitanja narodno-crkvene autonomije. Dogovoren je zajednički rad na uspostavi autonomije, a umjesto Milutina Jakšića na čelo izvršnog odbora narodnih stranaka, izabran je Dušan Peleš. Na Đurđevdan 1914. godine, na svečanosti pri otvaranju Sokolskog doma u Dvoru, predao je ključeve doma Peri Bekiću, starješini dvorskog sokola. Bio je jedan od tri člana Nadzornog odbora na 11. redovnoj glavnoj skupštini društva za izdavanje srpskih novina i knjiga u Zagrebu 1914. godine.
Nakon penzionisanja iz Zagreba je preselio u Beograd 1929. godine. Tada je sazidao kuću u Birčaninovoj ulici o kojoj je njegova praunuka, srbijanska režiserka Mila Turajlić (kćerka Srbijanke Turajlić), 2017. napravila dokumentarac Druga strana svega.
Tridesetih godina dvadesetog vijeka bio je predsjednik beogradske crkvene općine. Politikom je počeo da se bavi još u mladosti. Prvo kao samostalac, kasnije kao radikal. Suđeno mu je 1909. godine na takozvanom Veleizdajničkom procesu. Po stvaranju Kraljevine Srba, Hrvata i Slovenaca, 1920. je bio ministar pravde u Vladi Stojana Protića.

## Odnosi sa Svetozarom Pribićevićem
Bio je blizak prijatelj i kum Svetozara Pribićevića, sa kojim se politički razišao po stvaranju Jugoslavije. Pomirili su se u Beču tek pred Svetozarevu smrt. Po svjedočenju Dušanove kćerke Tatjane, koju su kao djevojčicu poveli u muzej, stali su ispred slike Franca Jozefa i rekli, gotovo u glas oprosti Franjo, mnogo smo ti griješili.

## Kritika
Iz 1925. godine postoji plakat u formi posmrtnice u kojoj politički protivnici optužuju Dušana Peleša za razne stvari. Napisano je da je nakon kratke i teške izborne borbe 8. februara 1925. g. u 12 sati u noći ispustio plemenitu dušu svoga mandata, tek u mladom vijeku od 20 mjeseci. Dr. Dušan Peleš je bio poznat kao nevaljalac koji nije htijeo da brani Srbe kad je bila Seničarska buna. Nije ih branio ni 1908.-1909. optužene kao veleizdajnike. Branio je čuvenu parnicu za čivutina Draha, od kojeg je dobio 3.000.000 dinara. Radio je sa Radićem za vrijeme Davidovićeve vlade. Masno je platio Peri Crevaru, da za novac kupuje srpske glasove. Od Draha je dobio automobil za agitaciju i koji je te godine u zagrebačkom okrugu skupio 4900 srpskih glasova u korist Radićevu, i na kraju propao. Plakat je pozivao Srbe iz Banije da uvide da je taj nevaljalac radio na štetu i radikala i samostalnih demokrata i da ga na budućim izborima popljuju kao nevaljalca.

## Galerija
- Grob dr Peleša na Novom groblju u Beogradu